# Revine
Revine (pron. Revìne) è la principale frazione del comune di Revine Lago. Fu comune autonomo fino al 1868, anno in cui si fuse con San Giorgio di Lago per costituire l'odierno Revine Lago.

Comprese nella frazione sono le località di S.Marco, a nord-est, di Selve, a sud-est, e di Fornaci, a sud-ovest (dove si estende la zona artigianale).

## Monumenti e luoghi d'interesse
È da ricordare il castello di monte Frascon (XIII secolo), con una cinta muraria anteriore al resto del complesso. Fu distrutto alla fine del Duecento dai Bialo e Gelo, conti di San Martino. Parte del castello è stata rifatta alla fine del Seicento, quando andò a risiedervi il parroco don Giovanni Domenico Cumano.
Nel santuario di San Francesco di Paola, costruzione dei primi del Settecento, ha sede una piccola pinacoteca che raccoglie opere di autori poco conosciuti ma non per questo di scarso pregio. Il Santuario è visitabile nelle domeniche d'estate e durante la festività del patrono del paese a settembre.

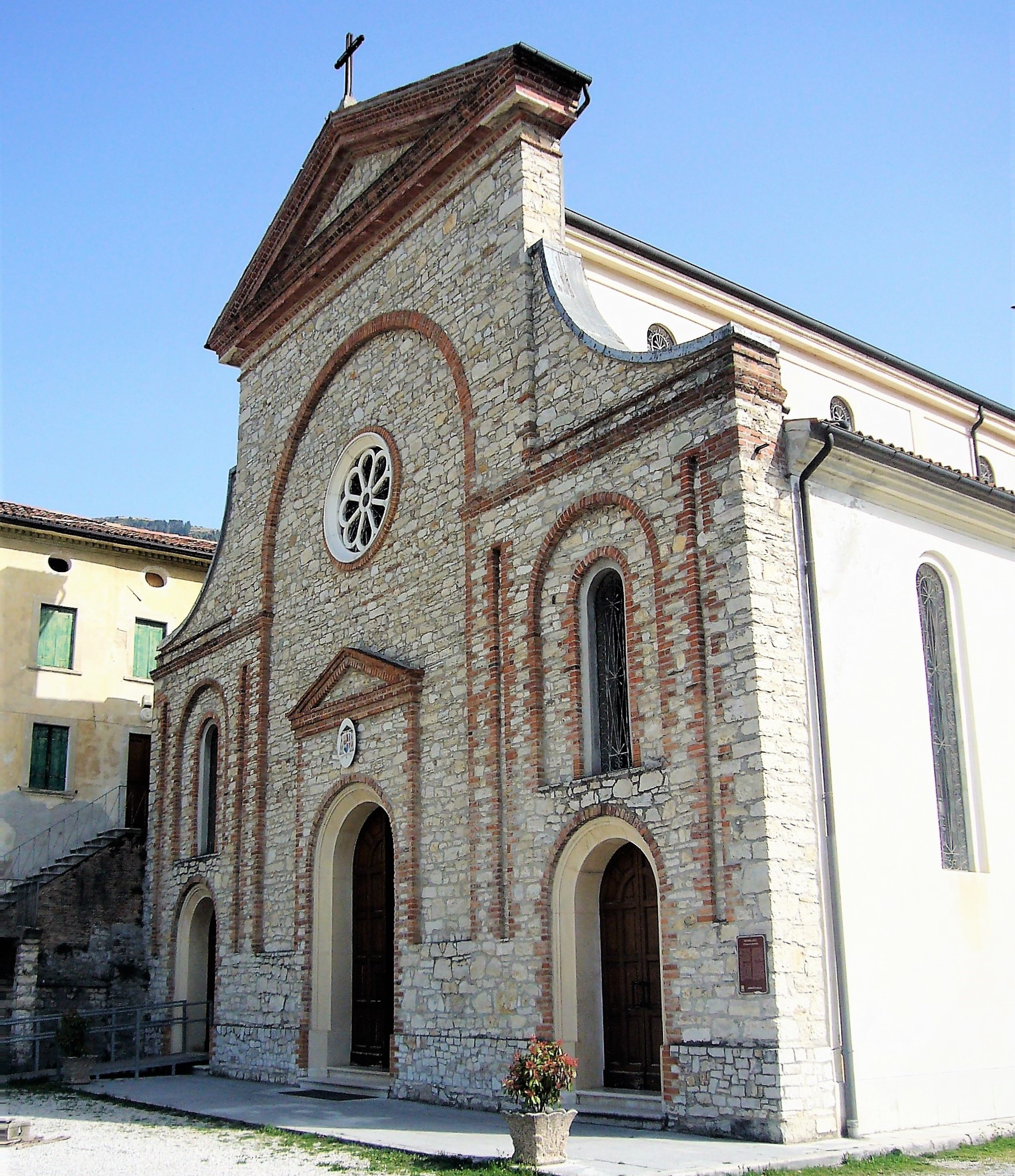
La chiesa parrocchiale

Degna di nota è anche la chiesa parrocchiale di San Matteo, costruita nel XVI secolo e rifatta tra il 1946 ed il 1951. Al suo interno è collocata una pala attribuita ad Egidio Dall'Oglio. È sede arcipretale.
La chiesetta di San Marco Archiviato il 17 marzo 2017 in Internet Archive. risalente al 1755/60. La chiesetta è aperta il giorno di San Marco 25 Aprile per la Santa Messa.
Il paese è molto interessante anche per i suoi caratteristici portici, le piccole borgate e le case in pietra.